# Vicente Guerrero, José Azueta
Vicente Guerrero är en ort i Mexiko.   Den ligger i kommunen José Azueta och delstaten Veracruz, i den sydöstra delen av landet, 400 km öster om huvudstaden Mexico City. Vicente Guerrero ligger 15 meter över havet och antalet invånare är 874.
Terrängen runt Vicente Guerrero är mycket platt. Runt Vicente Guerrero är det ganska glesbefolkat, med 48 invånare per kvadratkilometer. Närmaste större samhälle är Cosamaloapan de Carpio, 19,6 km nordväst om Vicente Guerrero. Trakten runt Vicente Guerrero består till största delen av jordbruksmark.